# Nothocremastus pullus
Nothocremastus pullus là một loài tò vò trong họ Ichneumonidae.